# 鳳鼻山
鳳鼻山位於高雄市小港區的西南邊，為鳳山丘陵的支脈，呈石灰岩陡峭地形，在鳳鼻頭沒入台灣海峽中。
鳳鼻山山形近似一崙形山丘圓潤似鼻，附於鳳山丘陵，故得名曰「鳳鼻山」，即為鳳鼻頭的一部分。鳳鼻山東北方為鳳山丘陵的主脈。

## 來源
1. ↑  沿革文字：蘇福男；繪圖文字：謝璧卉. . 高雄市立歷史博物館～大林蒲的文史地理概況.   [2018-03-25]. （原始内容存档于2018-03-02） （中文）.
2. ↑  盧德嘉彙篡（清光緒20年，1894年），鳳山縣采訪冊，台灣歷史文獻叢刊，台灣銀行，臺北